# Nicolae II Pătrașcu
Nicolae II Patrascu est prince de Valachie de 1599 à 1600.
Fils de Mihai Viteazul et de son épouse Dame Stanca, il est associé au trône de Valachie par son père de novembre 1599 à septembre 1600. Après la mort de son père il vécut en exil à Vienne et mourut en 1634.
Il épouse Ancuta, la fille du prince de Valachie Radu X Șerban dont il n'a qu'une fille Ileanu. Le couple sans héritier adopte le demi-frère d'Ancuta Contantin Șerban, qui peut ainsi adjoindre à son nom le prestigieux prénom princier de Basarab.